# BaseKing
В криптографии BaseKing — блочный шифр, разработанный в 1994 году Йоаном Дайменом (Joan Daemen).
Он очень тесно связан с 3-WAY;
действительно, они — варианты той же самой общей техники шифрования.

## Описание
У BaseKing размер блока = 192 битов, что в два раза длиннее, чем 3-WAY. Длина ключа — также 192 бита.

## История
В диссертации Даймен представил обширную теорию блочного шифра, как довольно общий алгоритм шифра, составленный из многих обратимых преобразований, которые могут быть выбраны со значительной свободой.
Он обсудил безопасность этой общей схемы против известных атак и дал два определённых примера шифров, состоящих из специфических выборов для переменных параметров. Эти шифры 3-WAY и BaseKing.
BaseKing восприимчив к тому же самому виду атак как 3-WAY. Даймен, Michaël Peeters и Жиль Ван Аске также демонстрировали потенциальную уязвимость для дифференциального анализа, наряду с небольшим количеством методов, чтобы увеличить устойчивость данной реализации BaseKing к такой атаке.